# Filles du Rhin

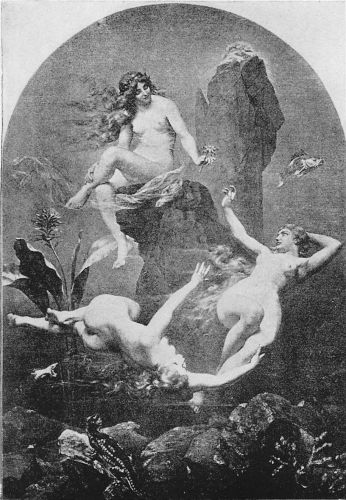
Les trois Filles du Rhin jouant autour de l’or. Illustration de H. A. Guerber dans Stories of the Wagner Opera, publié en 1905.

Les Filles du Rhin, ou vierges du Rhin, sont des ondines issue de la mythologie nordique (nymphes, nixes ou sirènes), chargées par leur père, le Rhin, de veiller sur l’or caché au fond de ce fleuve. Elles sont mentionnées pour la première fois dans la Chanson des Nibelungen. Elles se nomment Wellgunde, Flosshilde et Woglinde.

## Richard Wagner

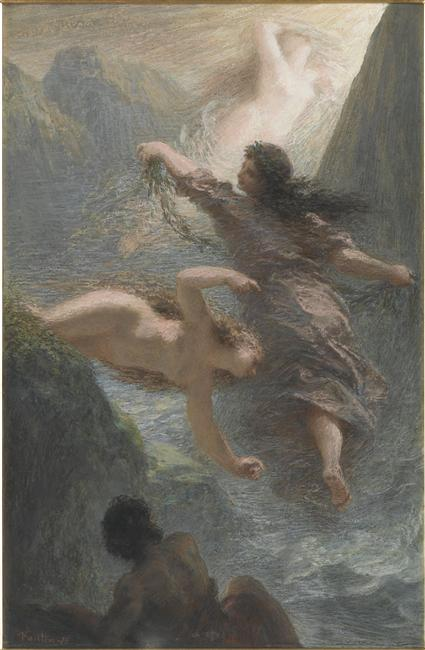
Les Filles du Rhin, pastel
Fantin-Latour, 1876
Musée d'Orsay, Paris

Les trois nymphes apparaissent dans le cycle d'opéras de Richard Wagner Der Ring des Nibelungen. Elles sont traitées comme une entité unique agissant ensemble. De tous les personnages du cycle, elles sont les seules à ne pas être tirées des Eddas du vieux norrois. Wagner les a créées à partir d'autres légendes et mythes, en particulier le Nibelungenlied.
Les Filles du Rhin sont les gardiennes de l'or du Rhin. Seul le renoncement à l'amour permettrait de voler cet or. Elles se sentent en sécurité car elles pensent que toutes les créatures chérissent l'amour plus que tout. Pourtant, le nain Alberich maudit l'amour et vole l'or du Rhin. Cet or donne à celui qui le possède la toute puissance. Elles sont les premiers et derniers personnages du cycle des quatre opéras, apparaissant à la fois dans la scène d'ouverture de Das Rheingold, et dans la scène finale de Götterdämmerung, lorsqu'elles émergent des eaux pour récupérer l'anneau des cendres de Brünnhilde. Les thèmes musicaux associés aux Filles du Rhin sont parmi les plus lyriques dans tout le cycle des opéras.